# Bérczy Ernő (színművész)
Bérczy Ernő, Márton (Nagyvárad, 1889. május 7. – Budapest, 1931. július 17.) színész, rendező, Márton Gabriella öccse.

## Életútja
Atyja mándi és zsarolányi Márton Ferenc, anyja galánthai Bérczy Ida. Rokonságban volt Megyeri Károllyal. Rákosi Szidi színiiskolájában tanult, majd pályáját Kolozsvárott kezdte. Ezután Debrecenben színészkedett, később Krecsányi Ignác társulatának lett tagja (Temesvár, Buda). Budán 1909. július 20-án mutatkozott be a Nők kedvence című bohózat Laurat Hector szerepében. 1923. január 12-én a Renaissance Színházban is bemutatkozott, a Dupla vagy semmi című vígjátékban. Ezután a Bárdos-színházak tagja volt 1925. szeptember 1-től, ahol mint rendező is működött. 1926. december 1-jén a Fővárosi Operettszínházhoz szerződött. 1928 októberétől az Új Színház főrendezője volt.

## Fontosabb szerepei
- Tódor (Földes Imre: Terike)
- Szvetozár (Szenes Béla: A gazdag lány)
- Hubert (Alfred Savoir: Kékszakáll nyolcadik felesége)
- Franqueville (Az utolsó bölény)
- Sándori gr. (Ötvenéves férfi)
- Rudolf (Francia négyes)
- György (Menyasszony)
- Jóvér Jani (Patika)
- Clitander (Dandin György)
- Szvetozár (A buta ember)
- Moreuil (Az apám felesége)
- Tamás (A gazdag lány)
- Butindis (Uraim, csak egymásután)
- Pigasse (Félemelet balra)
- Tricoché (A zebra)

## Főbb rendezései
- Földes Imre: Tüzek az éjszakában
- Bródy Sándor: Lyon Lea
- Földes Imre: Égő város